# Найл Вілсон
Найл Вілсон (англ. Nile Wilson, нар. 17 січня 1996) — британський гімнаст, бронзовий призер Олімпійських ігор в Ріо у вправах на перекладині.

## Спортивна кар'єра
Спортивною гімнастикою почав займатися в чотири роки в Лідсі, Англія, через незграбність та постійні травми. Батьки сподівались, що на спортивній гімнастиці навчиться правильно та без травм падати.
У 2005 році отримав важку травму ліктя. Протягом 18 місяців не міг тренуватися. Для підтримки форми двічі на тиждень тренував мишці ніг.
Прапороносець збірної Великої Британії на Європейському олімпійському фестивалі 2013 року в Унтрехті, Нідерланди.

#### 2016
На чемпіонаті Європи в Берні, Швейцарія, в командній першості здобув срібну нагороду, а на поперечині став чемпіоном Європи.
На  Олімпійських ігор в Ріо здобув бронзову нагороду на поперечині.

#### 2017
У січні під час знімання тренування розірвав зв'язки щиколотки, був прооперований. Відновлення тривало протягом 18 тижнів. Одразу вирішив викладати тренування до соціальних мереж з метою збільшення обізнаності населення в спортивній гімнастиці. За пів року довів до 200 тисяч кількість підписників.
Брав участь у чемпіонаті світу в Монреалі, Канада, де в багатоборстві продемонстрував шосте місце, а у фіналі вправи на поперечині був восьмим.

#### 2018
Попри травму зап'ястка, здобув чотири перемоги та дві срібні нагороди на Іграх Співдружності.
Під час тренування на паралельних брусах травмував шию.
У жовтні отримав травму пальця, через яку знявся з чемпіонату світу.

#### 2019
Через постійні болі у шиї та руках у лютому було прооперовано хребет. Від найталановитішого гімнаста через травму перетворився на людину, яка заново вчилася ходити. Почувався самотнім, розгубленим, мав депресію та тривогу.
Змушений був пропустити чемпіонат Європи в польському Щецині та чемпіонат світу в Досі, Катар.

#### 2021
У січні 2021 року оголосив про завершення спортивної кар'єри.

## Результати на турнірах
| Рік  | Змагання         | КБ | ІБ | Вільні вправи | Кінь | Кільця | Опорний стрибок | Паралельні бруси | Перекладина |
| ---- | ---------------- | -- | -- | ------------- | ---- | ------ | --------------- | ---------------- | ----------- |
| 2014 | Чемпіонат світу  | 4  |    |               |      |        |                 |                  | 4           |
| 2015 | Європейські ігри | 8  |    |               |      |        |                 |                  |             |
| 2015 | Чемпіонат світу  | 2  |    |               |      |        |                 | 8                |             |
| 2016 | Чемпіонат Європи | 2  |    |               |      |        |                 |                  | 1           |
| 2016 | Олімпійські ігри | 4  | 8  |               |      |        |                 |                  | 3           |
| 2017 | Чемпіонат світу  |    | 6  |               |      |        |                 |                  | 9           |

## Підприємницька діяльність
Заснував клуб "Біблія тіла", який здійснює фітнес-тренування онлайн.

## Джерело
- Профіль Найла Вілсона на сайті британської федерації гімнастики (англ.)

1. ↑  https://teamengland.org/team-england-athletes/nile-wilson
2. 1 2 3 4 5 6  WILSON Nile - FIG Athlete Profile. www.gymnastics.sport. Архів оригіналу за 19 червня 2021. Процитовано 5 лютого 2021.
3. ↑  Nile Wilson announces retirement. Gymnastics Now (амер.). 14 січня 2021. Архів оригіналу за 14 січня 2021. Процитовано 5 лютого 2021.